# Dolichopeza (Dolichopeza) collessi
Dolichopeza (Dolichopeza) collessi is een tweevleugelige uit de familie langpootmuggen (Tipulidae). De soort komt voor in het Australaziatisch gebied.